# Боковая (приток Ингульца)
Бокова́я — река на Украине, правый приток Ингульца.

## Характеристика
Длина реки — 74 км. Площадь водосборного бассейна — 1320 км².
Протекает по территории Кировоградской и Днепропетровской областей. Впадает в Карачуновское водохранилище, до сооружения которого впадала непосредственно в реку Ингулец.

### Притоки
Имеет правый приток — реку Боковенька. На всём протяжении в Боковую впадают различные балки, наиболее значимые из которых левые притоки — балки Баштина и Грузская.